# دخانية إبرية الورق
دخانية إبرية الورق (الاسم العلمي:Fumana aciphylla) هي نوع من النباتات يتبع جنس الدخانية من الفصيلة القريضية.